# EXTRAVAGANZA 〜蟲愛でる少女〜
『EXTRAVAGANZA 〜蟲愛でる少女〜』（エクストラヴァガンザ むしめでるしょうじょ）は、2006年10月27日にBLACK Cycから発売されたアダルトゲーム。
本項では、2016年5月27日に発売されたファンディスク『EXTRAVAGANZA〜蟲狂編〜』（エクストラヴァガンザ むしぐるいへん、以下：蟲狂編）についても解説する。

## 概要
本作は、ブラックサイクより発売されたアダルトゲーム「蟲使い」のパラレルワールドとして位置づけられており、メーカーカラーを色濃く反映したダークな作品となっている。登場する女性が蟲から触手責めを受けて陵辱・惨殺されたり、残酷な人体実験にかけられるなど猟奇的なシーンが目立ち、いわゆる陵辱ゲーム、鬼畜ゲームのカテゴリに分類される作品だが、その中でも特に人を選ぶ仕上がりとなっている。
また、ストーリー面でもヒロインが善意からとった行動が他人を絶望の淵に叩き落とす結果になったり、あるいは、ヒロインが誰かから裏切られ人間的な生活を奪われるなど、プレイヤーに絶望感を抱かせる展開が多い。その一方で、ヒロインとヒロインのたった一人の家族である蟲とのふれあいを通して、家族愛という大きなテーマが描かれている。メーカーによる人気投票では、人間ですらない蟲が、女性陣を牛蒡抜きにして1位の座を奪う結果となっている。

## システム
シナリオは最初の章である「幼蟲の章」、その5年後を描いた「蛹蟲の章」、さらにその10年後を描いた「成蟲の章」の3部で構成される。
システム面はおおむね、一般的なADVゲームと同様のものを備えている。
特徴としては、いくつかのADVゲームで見られるようなシナリオフローの可視化が採用されている。EXTRAVAGANZAではこのフローチャートをチャートマップ、チャートマップを構成するイベントをスロットと称している。同じスロットであっても、そのスロットに至るまでの選択によっては異なる展開が描かれることがある。また、一定の条件を満たすまでは選択できないスロットもある。マルチエンディング方式であるが、その大半は不幸なエンディング、もしくはゲームオーバーであり、難易度はADVとしては高めである。
オフィシャルサイトに設置されている攻略ページでは、「一見、理不尽な難易度に見えるかもしれないが、文章の中にきちんとヒントが隠されているので、そういうのを探すことも醍醐味である」旨がアドバイスされている。

## ストーリー

### EXTRAVAGANZA〜蟲狂編〜
Jinmu Corporationの社長令嬢である神武美弥香誘拐事件が発端となった、蟲使いと獣魔蟲の戦い。
両者の死闘は、獣魔蟲の一体である刻凍る果ての獣魔の生みの母・櫻井 夢美の勝利という形で終止符が打たれた。
それから5年後、美弥香は成長し、Jinmu Corporationの社長としてあわただしい日々を送っていた。そして、彼女を誘拐した蟲使い・レンはJinmu Corporationのビルの一室に身を潜めていた。

## 登場人物
櫻井 夢美（さくらい ゆめみ）
声：伊藤瞳子
本作の主人公。
ごく普通の家庭に生まれ育ったが、煉悟とサユリの戦闘に巻き込まれたことで両親を失い、蟲を繁殖させるための苗床として煉悟に誘拐される。
蟲を出産後、煉悟を殺害し、たった一人の家族となった蟲と共に逃げ出し、そこから蟲愛でる少女の15年に渡る物語が始まる。
パソコンパラダイスに連載された『蟲狂編』の小説の中では、刻凍る果ての獣魔とともに蟲使いの村に住んでいる。
刻凍る果ての獣魔
煉悟によって蟲使いの村から持ち出され、夢美の胎内で孵化した獣魔蟲のうちの一体。
母親である夢美と心を通わせることができる。高い戦闘力を有し、夢美をたびたび窮地から救う。
成蟲編の夢美が右腕を破壊されるルートでは、彼女に同化し、文字通り彼女の右腕となる。
アンケートでは1位を獲得している。
シナリオライターの和泉万夜のブログによると、夢美の右腕から分離することも可能であることが明かされている。
煉悟（れんご）
蟲使いの男。
古臭い掟に縛られた一族に嫌気がさして出奔した。物事をあまり深く考えない、粗暴な性格をしている。
夢美によって殺害された後、西によって遺体を回収される。体中に移植された蟲の力と、15年の歳月によって蘇生し、夢美への復讐を目論む。
サユリ
声：千羽輪子
蟲使いの女。
裏切り者の煉悟を始末するために派遣されてきた。レンのパートナー。
ルートによっては、西によって醜い合蟲人間に改造され、レンの前に現れる。
西 正人（にし まさひと）
研究者。神武コーポレーションに協力しながら蟲について調べているが、その付き合いはあくまで研究のためでしかない。目的のためには手段を選ばない性格で、日夜、狂気に満ちた実験を繰り返している。とはいえ、変態嗜好やサディズムを持ち合わせている訳ではなく、あくまでも研究にしか興味がないだけである。そのため、研究に差し支えない範囲では、夢美の味方として振る舞うこともある。
エキセントリックなキャラクターにより、人気投票では3位に輝いた。
ユーリア
声：深井晴花
西によってサイボーグとして改造された女性。戦闘のエキスパートで、平時は西のメイド兼助手を務めている。
西の仕事を尊敬しており、西の殺害を目指す蟲使いとたびたび対峙する。しかし、館に隠されていた西の地下実験室を目の当たりにした場合、彼女が西に「けじめ」をつける。
『蟲狂編』では美弥香に引き取られ、学校に通うようになった。
九条 アゲハ（くじょう あげは）
声：金田まひる
夢美と同じ店でバイトをすることになった少女。
幼い頃に蟲と関わって不幸な目にあったために、蟲使いを憎んでいる。場合によっては、アゲハの行動が原因となって夢美が女性の体を失う悲劇を味わう。しかし、当人達は覚えていないが、幼いアゲハに蟲を渡したのは他ならぬ夢美だった。
南 優斗（みなみ ゆうと）
夢美に好意を寄せる大学生。しかし、奥手な性格が災いして中々告白できずにいる。
夢美との初体験シーンが、まるで少年漫画誌のごとくカットされている。アダルトゲームでは滅多に無い展開が笑いと涙を誘ったことが、アンケートの結果より明らかになっている。
北畠 史郎（きたばたけ しろう）
優斗の友人。優斗と同じ大学に通っている。
西の助手を務めており、その体には蟲が埋め込まれている。西とは違って陰湿な性格をしており、拘束された女性の尊厳を踏みにじることを楽しみとしている。
志藤 レン
前作の主人公。蟲使いの次期長である、最強の蟲使い。獣魔蟲（と夢美）を監視している。目的のためなら手段は選ばないという点では、西と似たような性格。
人気投票では、獣魔蟲に続いて2位を獲得した。
獣魔のために一度は夢美を助けるが、その後の選択によっては彼女を見殺しにしたり、自ら手を下して殺害するか、あるいは夢美と獣魔蟲に闘いを挑んだ末に死亡する。
『蟲狂編』では 夢美に敗れた結果、獣魔蟲の監視という名目で村から追い出され、Jinmu Corporationのビルの一室に引っ越した。
神楽坂 杏子（かぐらざか あんず）
声：春日アン
夢美がバイトをしているカフェの店長で、夢美のことを理解している。
神武 美弥香（じんむ みやか）
声：咲ゆたか
Jinmu Corporation 社長令嬢。会社と蟲の関係に興味を持っている。
『蟲狂編』ではメインキャラクターとして登場しており、自らを誘拐したレンに思いを寄せつつも、口に出せずにいた。
佐々原 唯（ささはら ゆい）
声：風音
美弥香の友人であり、その護衛も勤めている。
綾佳（あやか）
声：汐風よる
見た目の割に、年寄り臭いしゃべり方をする少女。
その正体はレンの娘。夢美とレンの戦いを目撃しているが、その事で夢美を恨んでいる訳ではなく、後に結婚した夢美と優斗の娘になることを承諾する。
『蟲狂編』では 美弥香に引き取られ、家事全般を任されている。同居人である美弥香とは親しい関係にある一方、実父であるレンとはもっと距離を縮めたいと思っている。
伏島 遥（ふせじま はるか）
声：春日アン
物語終盤で夢美と出会う少女。神楽坂杏子の娘で、神武美弥香の異母姉妹。
シュミ
声：吉川華生
『AGEHA 〜EXTRAVAGANZA〜』にて登場。

### 『蟲狂編』からの登場人物
シオ
声：夏樹柑菜
レンのパートナーだった蟲使いの少女。故郷で任務をこなしつつも、会うことを許されないレンへの想いを募らせている。
風ノ宮 源一郎
声:鞠男.net
シオの実父。衰退しつつある一族の将来について心配するあまり、娘の実力不足に悩み、親として愛情を与えられずにいる。
キョウ
声：樹ノ下やや
蟲使いの村に住む白い髪の少女。レンに興味を抱く。
その正体は、風ノ宮がレンから送られた西の資料を基に作り出した存在。

## 用語
蟲
虫とは異なる種類の生物。蟲使いによって使役される武器であり、家畜である。
蟲使い
世俗との関わりを絶ち、ひっそりと森の奥で暮らしてきた一族。かつては、暗殺や誘拐といった仕事を請け負っていた。現代では衰退の道を辿っており、時折、若者が村から逃げ出している。
獣魔蟲
蟲使いの間に伝わる「伝説の蟲」。蟲使いの間では極度に恐れられており、全ての獣魔蟲が封印済である。

## 販促品・関連作品
うぇるかむ　とぅ　AnｚU!
「EXTRAVAGANZA 〜蟲愛でる少女〜」の初回特典のCD。単体動作する追加シナリオ。
カフェAnzUを舞台に、夢美とアゲハが性的な奉仕をするという内容で、本編とは対照的に明るいものとなっている。
夢美陵辱
メッセサンオーの販売特典。単体動作する追加シナリオ。タイトル通り夢美が陵辱される内容である。
オリジナルサウンドトラックCD
オフィシャル通販予約特典。本編で使用されたBGMを収録した音楽CD。
EXTRA VA MIZUNA
2008年8月29日にWhite Cycブランドより発売した「恋する式(おとめ)〜SHIKIGAMI 2008〜」のオフィシャル通販特典。
「恋する式(おとめ)〜SHIKIGAMI 2008〜」に登場する水菜が、「EXTRAVAGANZA 〜蟲愛でる少女〜」のある人物に陵辱される。
作品とブランドを超えコラボレーションした作品となった。
- 原画：椎咲雛樹
- シナリオ：和泉万夜

EXTRAVAGANZA 〜末路の果てに〜
2008年11月28日に発売したフルメタルBOXに収録された新作。
美弥香と綾佳に関する内容。
- 原画・彩色：上田メタヲ
- 企画・ゲームデザイン・シナリオ・スクリプト：和泉万夜
- 主題歌：Sudden Death R99

- 作詞：華憐(電気式華憐音楽集団)
- 作曲・編曲：電気(電気式華憐音楽集団)

AGEHA 〜EXTRAVAGANZA〜
2009年5月31日にCyc Members専用作品として発売された。
アゲハと新キャラクターであるシュミが登場する。
- 原画：上田メタヲ
- シナリオ：和泉万夜
- 主題歌：Broken Promises

- 作詞・作曲：あるるかん
- 歌：吉川華生

EXTRAVAGANZA 〜蟲狂編〜
2016年5月27日にEXTRAVAGANZA 10周年記念作品として発売されたファンディスクで、開発中止となったファンディスク『神武編』を基にしている。
蛹蟲編から完全に分岐した新規ルートで、『蟲愛でる少女』本編の成蟲編とは直接的に繋がらない物語。
- 原画：上田メタヲ
- シナリオ：和泉万夜
- 主題歌：青き蟲独

- 作詞・歌唱：華憐(電気式華憐音楽集団)
- 作曲・編曲：電気(電気式華憐音楽集団)

EXTRAVAGANZA CompleteEdition
2016年5月27日に発売されたのコンピレーションあり、『蟲愛でる少女』本編および、上記すべての販促品・関連作品、さらには人気投票のお礼として制作された短編ゲーム『レンと蟲クンのいちにち』が収録されている。
なお、シリーズ最初の作品である『蟲使い』は、ソフトウェアがあまりにも古くインストーラーが非対応であるため収録は見送られた。

## スタッフ
- 企画・ディレクション：和泉万夜、上田メタヲ
- キャラクターデザイン・原画：上田メタヲ
- シナリオ：和泉万夜
- 音楽：あるるかん、JOHN-NAHM（drops-tone）
- 主題歌：Cocytus
  - 歌：井月稀世伽
  - 作詞・作曲：あるるかん